# Генрих VIII (телесериал)
«Ге́нрих VIII» (англ. Henry VIII) — двухсерийный британский фильм о жизни и правлении английского короля Генриха VIII.

## Сюжет
Король Англии Генрих VII при смерти. Он просит своего сына жениться на вдове его брата Артура, Екатерине, и родить наследника, после чего умирает. Восемнадцатилетний Генрих — новый правитель страны. Он выполняет обещание отца. Проходят годы, но желанный наследник так и не появляется: младенцы умирают один за одним. Лишь одна дочь, Мария, крепка здоровьем. Однако королю нужен наследник мужского пола. В это же время он замечает Анну Болейн. Девушка быстро понимает свою удачу и использует с королём метод «кнута и пряника». Генрих мечтает заполучить Анну, но та не согласна на роль простой любовницы, а хочет стать новой королевой. Государственные умы не находят за действующей королевой Екатериной грехов, что делает невозможным развод. Генрих разрывает все отношения с римско-католической церковью, разводится с женой и провозглашает себя главой англиканской церкви, наконец заполучая Анну, но уже как королеву. Однако, и урождённая мисс Болейн дарит мужу дочь — будущую королеву Елизавету; вторая беременность завершается преждевременными родами, отчего плод гибнет. К этому моменту Генрих охладевает к супруге, считая, что она «соблазнила его и завлекла в брак колдовством». Против Анны фабрикуют обвинения и приговаривают к отсечению головы.
Генрих вступает в новый брак: его третьей супругой становится добрая и кроткая Джейн Сеймур. Именно она рожает супругу долгожданного сына и престолонаследника Эдуарда VI, хотя и умирает вскорости от родильной горячки. Спустя два года после смерти любимой жены (по признанию самого короля) Генрих по совету своего советника Томаса Кромвеля решает жениться ещё раз, дабы снова обзавестись наследником, ведь Эдуард очень слаб. На сей раз избранницей становится немецкая принцесса Анна Клевская. Через полгода брак аннулируют, так как монарху противна немка. Девушке жалуют щедрое содержание, неофициальное звание «любимой сестры короля» и удаляют от королевского двора. В это время герцог Норфолк чувствует, что король отдалился от него. Чтобы поправить ситуацию, он подсовывает Генриху свою юную племянницу Екатерину Говард, отличавшуюся половой распущенностью. Девица быстро пленяет престарелого правителя, и вскоре он женится по страстной любви. Спустя время выясняется, что Екатерина имела любовника до брака и изменяла королю с Томасом Калпепером. Виновные были казнены, после чего на эшафот взошла и сама королева. После казни своей пятой жены Генрих всё чаще обращает внимание на леди Латимер, которая хоть и не молода, но умна и приветлива. Вскоре тяжело больной супруг Екатерины, лорд Латимер, умирает. Тогда же король начинает настойчиво ухаживать за леди Парр. Делая предложение, он просит её стать «утешением в старости», и в конечном итоге она даёт своё согласие. Екатерина была королевой 3,5 года, после чего Генрих умирает.
В заключительной сцене мы узнаём, как сложилась судьба приближённых короля после его кончины.

## Актёрский состав
| В ролях             |  | Персонаж                |
| ------------------- |  | ----------------------- |
| Рэй Уинстон         |  | Генрих VIII             |
| Джосс Акленд        |  | Генрих VII              |
| Дэвид Суше          |  | Томас Уолси             |
| Марк Стронг         |  | герцог Норфолк          |
| Дэнни Уэбб          |  | Томас Кромвель          |
| Ассумпта Серна      |  | Екатерина Арагонская    |
| Хелена Бонэм Картер |  | Анна Болейн             |
| Бенджамин Уитроу    |  | Томас Болейн, отец Анны |
| Чарльз Дэнс         |  | герцог Бекингем         |
| Эмилия Фокс         |  | Джейн Сеймур            |
| Томас Локьер        |  | Эдуард Сеймур           |
| Уильям Хьюстон      |  | Томас Сеймур            |
| Майкл Малони        |  | Томас Кранмер           |
| Лара Белмонт        |  | Мария Кровавая          |
| Шон Бин             |  | Роберт Аск              |
| Пиа Жирар           |  | Анна Клевская           |
| Марша Фицалан       |  | герцогиня Норфолк       |
| Эмили Блант         |  | Екатерина Говард        |
| Джозеф Морган       |  | Томас Калпепер          |
| Клэр Холман         |  | Екатерина Парр          |
| Хью Митчелл         |  | Эдуард VI               |
| Дерек Джейкоби      |  | рассказчик              |

## Награды и номинации
Полный перечень наград и номинаций — на сайте IMDB
| Премия                           | Категория                    | Имя       | Результат |
| -------------------------------- | ---------------------------- | --------- | --------- |
| Эмми 2004 г.                     | Лучший мини-сериал или фильм |           | Победа    |
| Royal Television Society 2004 г. | Лучшие визуальные эффекты    | Ли Шеуорд | Номинация |